# Mauro Fernández Acuña
Mauro Fernández Acuña  (San José, 19 de diciembre de 1843-16 de julio de 1905) fue un abogado, maestro y político costarricense. Fueron sus padres Aureliano Fernández Ramírez y Mercedes Acuña Díaz Dobles. Huérfano de padre desde temprana edad, fue su madre -que era maestra, así como lo fueron sus hermanas - quien se ocupó de su educación.
Hizo sus primeros estudios en escuelas de su ciudad natal. Graduado de Bachiller, estudió abogacía en la Universidad de Santo Tomás de la que se graduó en 1869. Desempeñó varios cargos en la Corte Suprema de Justicia y fue catedrático del Colegio de Abogados.
Fue diputado en la Asamblea Constituyente de 1880 y nuevamente en 1885, 1892 y 1902. Fue Presidente del Congreso, Ministro de Hacienda y Comercio, consejero de Estado y Director del Banco de Costa Rica.
En 1885 fue nombrado por el presidente Bernardo Soto Alfaro en la Secretaría de Instrucción Pública, donde propició una reforma a la educación del país, la cual desencadenó el cierre de la Universidad de Santo Tomás y la ampliación de la Educación Secundaria y por ende la creación del Liceo de Costa Rica, el Colegio Superior de Señoritas y el Instituto de Alajuela.
En 1885 establece y reglamenta la publicación del periódico titulado El Maestro; fija en ese año atribuciones a los Inspectores Escolares, establece Juntas de Educación en todos los lugares del país y decreta la Ley Fundamental de Educación.
En 1886, decreta la Ley General de Educación Común. En este mismo año se reglamenta la Instrucción Normal y la Educación Común. Se decreta el establecimiento y reglamentación de la Tesorerías Escolares.
En 1888 se establecen becas para la Sección Normal del Colegio de Señoritas y se adoptan textos escolares.
En 1889 se aprueban programas para exámenes de grado por madurez, se organiza la enseñanza superior y Escuelas Profesionales y se reglamentan las Escuelas Nacionales.
Consideraba Mauro Fernández que 

"la escuela es el supremo bien de Costa Rica, porque en ella se persiguen deliberadamente la democracia y la cultura. Es el lugar donde debe formarse el ciudadano: ahí se aprende a amar a la patria y sus instituciones"

.
Su hija, María de las Mercedes Elodia Fernández Le Cappellain, era la esposa del Presidente Federico Tinoco Granados.

## Fallecimiento
Falleció en San José el 16 de julio de 1905.
Declarado Benemérito de la Patria por Decreto Ejecutivo 109 del 18 de junio de 1955.
Actualmente aparece retratado en los billetes de ₡2000 (dos mil colones), desde el año 2011.

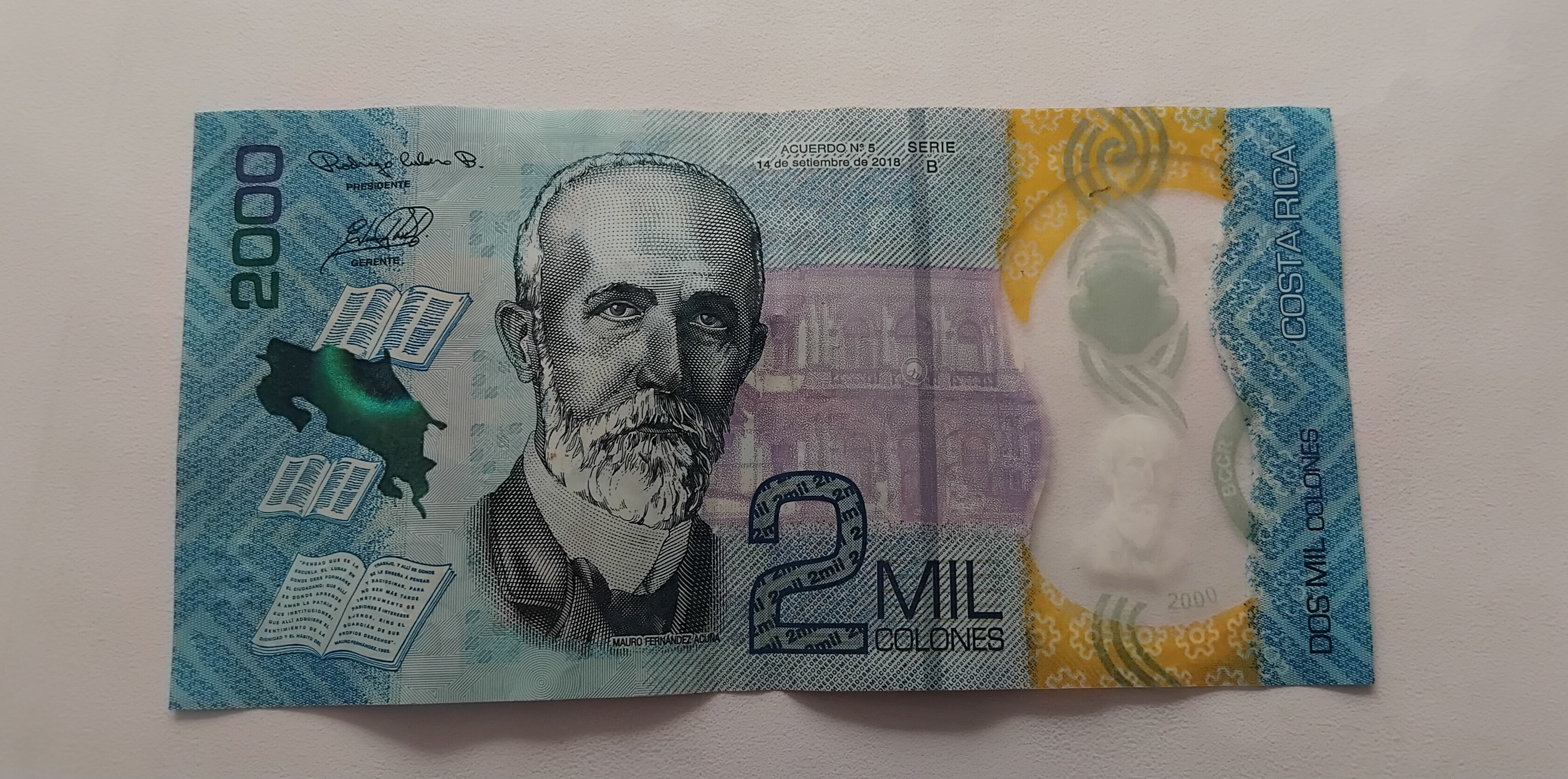
Mauro Fernández Acuña en un billete de Costa Rica. Junio de 2025